# Zwartkeelbobwhite
De zwartkeelbobwhite of zwartkeelboomkwartel (Colinus nigrogularis) is een vogel uit de familie Odontophoridae. De wetenschappelijke naam van de soort is voor het eerst geldig gepubliceerd in 1843 door Gould.

## Voorkomen
De soort komt voor van het zuidoosten van Mexico tot Honduras en telt 4 ondersoorten:
- C. n. caboti: Campeche.
- C. n. persiccus: noordelijk Yucatán.
- C. n. nigrogularis: Belize en noordelijk Guatemala.
- C. n. segoviensis: oostelijk Honduras en noordoostelijk Guatemala.

## Beschermingsstatus
De totale populatie is in 2019 met een brede bandbreedte geschat op 50-500 duizend vogels. Op de Rode Lijst van de IUCN heeft de soort de status niet bedreigd.